# François van den Broucke de Terbecq
François-Ignace-Henri van den Broucke de Terbecq (Dendermonde, 17 januari 1790 – Dendermonde, 4 juli 1870), vaak baron de Terbecq genoemd, was lid van het Belgisch Nationaal Congres.

## Levensloop
De familie van den Broucke had zijn eerste adelsverheffing verkregen in 1668. In 1791 kwam daar een baronstitel bij, waarvoor echter door de tijdsomstandigheden de open brieven niet werden gelicht. De ouders van François van den Broucke waren Ambroise van den Broucke, schepen van Dendermonde en Josine Beeckman de Crayloo.
Voor 1814 was François Van den Broucke officier in het Franse leger en lid van de Erewacht van Napoleon. Na 1815 was hij actief in het stadsbestuur van Dendermonde: gemeenteraadslid en lid van de raad der Burgerlijke godshuizen vanaf 1817, schepen (1820-1823) en burgemeester (1824-1837). Hij werd lid van de provinciale staten van Oost-Vlaanderen (1826-1829) en Tweede Kamerlid (1829-1830). In deze laatste vergadering waren zijn kritische tussenkomsten gericht op de vrijheid van taalgebruik en op de persvrijheid, alsook op de tienjarige begroting.
In 1822 werd Van den Broucke in de adelstand bevestigd, met een erfelijke baronstitel overdraagbaar bij eerstgeboorte.
In 1830 behoorde hij tot de verantwoordelijken die aanzienlijke inspanningen leverden om het niet tot een definitieve scheuring te laten komen. Hij pleitte voor een bestuurlijke zelfstandigheid en liet door zijn stadsbestuur een petitie in die zin aan de koning richten. Hiervoor werd hij geschorst door de gouverneur. Hij ging in Antwerpen bij de Prins van Oranje de zaak bepleiten en deze herstelde Van den Broucke onmiddellijk in zijn functie. Hij bekwam ook van de prins en van generaal Chassé dat het regeringsgarnizoen in Dendermonde zonder gevechten of bloedvergieten de stad verliet.
Toen de scheuring een feit was, werd Van den Broucke door de kiezers van het arrondissement Dendermonde naar het Nationaal Congres gestuurd. Hij behoorde er tot de katholieke, unionistische leden. Zijn stemgedrag was dat van de meerderheid: voor de eeuwigdurende verwijdering van de Nassaus, voor de hertog van Nemours, voor Surlet de Chokier, voor Leopold van Saksen-Coburg en voor de aanvaarding van het Verdrag der XVIII artikelen. Voor één zaak kwam hij tussen in openbare zitting, met name het al of niet voorzien van een senaat. Hij was een groot voorstander van een tweekamerstelsel maar was zeer gekant tegen het idee dat de senatoren een erfelijk ambt zouden hebben, naar het voorbeeld van de Britse House of Lords en van de Franse Chambre des pairs. Alleen door verkiezingen, net zoals de Kamer, kon de Senaat legitimiteit verwerven.
Vervolgens werd hij verkozen tot volksvertegenwoordiger, een mandaat dat hij tot in 1848 bekleedde. In 1837 was hij ook arrondissementscommissaris voor Dendermonde geworden, zodat hij in 1848, vanwege de wet op de onverenigbaarheden, moest kiezen. Bij het einde van dit ambt werd hij in 1857 opnieuw tot volksvertegenwoordiger verkozen en bleef dit tot aan zijn dood.
Onder het burgemeesterschap van Van den Broucke werden het ziekenhuis uitgebreid, nieuwe gemeentescholen gesticht, het gerechtshof en de handelsbeurs gebouwd, een kanaal bevaarbaar gemaakt, de waterbeheersing aangepakt. Hij liet dan ook een uitstekende herinnering na. Zowel bij Willem I als bij Leopold I, die hij bij herhaling ontmoette, was hij goed gezien.
Van den Broucke bleef vrijgezel en met hem stierf de familie Van den Broucke de Terbecq uit. Zijn twee neven, baron Emile Huyttens en ridder François Huyttens, van wie de moeder een Van den Broucke de Terbecq was, kregen vergunning de naam de Terbecq aan hun familienaam toe te voegen.